# Liste der Monuments historiques in Pierrefitte-sur-Aire
Die Liste der Monuments historiques in Pierrefitte-sur-Aire führt die Monuments historiques in der französischen Gemeinde Pierrefitte-sur-Aire auf.

## Liste der Objekte
| Bezeichnung                         | Beschreibung                                                                                  | Standort                     | Kennzeichnung | Schutzstatus | Datum | Bild |
| ----------------------------------- | --------------------------------------------------------------------------------------------- | ---------------------------- | ------------- | ------------ | ----- | ---- |
| Epitaph für Daniel Warin            | Kalkstein, um 1645                                                                            | in der Kirche St-Remi (Lage) | PM55002202    | Inscrit      | 1995  |      |
| Epitaph für Daniel Rémi Chastel     | Kalkstein, nach 1721                                                                          | in der Kirche St-Remi (Lage) | PM55002206    | Inscrit      | 1996  |      |
| Weihrauchfass und -schiffchen       | Silber, zwischen 1818 und 1839; im Centre départemental d’art sacré in Saint-Mihiel deponiert | in der Kirche St-Remi (Lage) | PM55002203    | Inscrit      | 1995  |      |
| Epitaph für Serva Parmentier        | Stein, bezeichnet 1618                                                                        | in der Kirche St-Remi (Lage) | PM55002201    | Inscrit      | 1995  |      |
| Gedenktafel an die Grundsteinlegung | Kalkstein, bezeichnet 1762                                                                    | in der Kirche St-Remi (Lage) | PM55002200    | Inscrit      | 1995  |      |
| Beichtstuhl                         | Eichenholz, 18. Jahrhundert                                                                   | in der Kirche St-Remi (Lage) | PM55002204    | Inscrit      | 1995  |      |
| Messlatte                           | Holz, 19. Jahrhundert                                                                         | in der Mairie (Lage)         | PM55002205    | Inscrit      | 1995  |      |